# Комарица (река)
Комарица — река в России, протекает по Тотемскому району Вологодской области. Устье реки находится в 7 км от устья Шукшеньги по правому берегу. Длина реки составляет 13 км. В 0,3 км от устья, по правому берегу впадает река Пендус.
Исток реки расположен в заболоченных лесах в 37 км восточнее Тотьмы. Комарица течёт на север по лесистой, заболоченной, ненаселённой местности.

## Данные водного реестра
По данным государственного водного реестра России относится к Двинско-Печорскому бассейновому округу, водохозяйственный участок реки — Северная Двина от начала реки до впадения реки Вычегда, без рек Юг и Сухона (от истока до Кубенского гидроузла), речной подбассейн реки — Сухона. Речной бассейн реки — Северная Двина.
Код объекта в государственном водном реестре — 03020100312103000008732.